# Saggio di Hinsberg
Il saggio di Hinsberg è uno dei più comuni metodi di chimica analitica organica utilizzato per il riconoscimento del gruppo funzionale amminico e della distinzione fra ammine primarie secondarie o terziarie, siano alifatiche o aromatiche.
La reazione organica prevede come reagenti l'ammina da riconoscere ed il cloruro di tosile, più l'impiego di una base ed un acido. Come attrezzatura di laboratorio necessita esclusivamente di una provetta. Il saggio di Hinsberg consiste di due fasi da cui si ricavano, in base al comportamento di reazione ottenuto, le informazioni riguardo l'ammina analizzata.
È stato descritto per la prima volta da Oscar Hinsberg nel 1890.

## Procedura
- Prima fase: una piccola porzione dell'ammina si mescola con una piccola quantità di cloruro di tosile ed un eccesso di idrossido di sodio sciolto in acqua. Il miscuglio viene fatto riposare a temperatura ambiente per 10 minuti.
- Seconda: si acidifica con acido cloridrico il miscuglio.

## Risultati
I risultati che si possono ottenere sono i seguenti:

### Ammina primaria
- Prima fase: avviene una reazione ed il prodotto ottenuto si scioglie nella fase acquosa. Le ammine primarie reagiscono con il benzensolfonile per formare una solfonammide solida. La solfonammide possiede un idrogeno acido pertanto in soluzione basica si scioglie formando un sale.
- Seconda fase: dopo acidificazione si forma un solido. La solfonammide riprecipita.

### Ammina secondaria
- Prima fase: avviene una reazione ma il prodotto ottenuto non si scioglie nella soluzione basica.
- Seconda fase: dopo acidificazione non avviene reazione.

### Ammina terziaria
- Prima fase: può o non può avvenire una reazione, ma l'eventuale prodotto non è stabile e tende a decomporsi col tempo.
- Seconda fase: dopo acidificazione l'ammina si scioglie.

Si possono distinguere le ammine terziarie alifatiche da quelle aromatiche (arilammine terziarie) in base al comportamento di reazione. Le arilammine terziarie reagiscono molto lentamente con il cloruro di benzensolfonile, dando una serie di prodotti di diversa natura, tanto che il cloruro di benzensolfonile in ambiente basico riesce a reagire per primo con lo ione idrossido, ed in questo caso non si avrebbe reazione con l'ammina. Le ammine terziarie alifatiche invece formano un sale con il reagente, ma se fosse presente la base questi si riscomporrebbe ridando l'ammina originaria. In assenza di idrossido di sodio il sale formato potrebbe essere isolato, oppure per aggiunta di acido cloridrico si decomporrebbe dando il cloridrato dell'ammina originaria.
La conclusione è che le ammine terziarie sembrano non reagire con il cloruro di benzensolfonile, in realtà il comportamento è più complesso rispetto alle ammine primarie e secondarie, tanto da poter parlare di saggio nel saggio.

## Riferimenti
- Andrew L. Ternay Jr., Chimica Organica Contemporanea, Casa Editrice Ambrosiana, Milano 1982, pp. 910–912